# Under 17 Gulf Cup of Nations 2011
Under 17 Gulf Cup 2011 blev afholdt i Qatar fra den 5. august – 15. august. Det var 8. gang at turneringen blev afholdt.
UAE var den forsvarende mester. Saudi-Arabien vandt turneringen for tredje gang.

## Grupper
| Gruppe A                                 | Gruppe B                                |
| ---------------------------------------- | --------------------------------------- |
| Qatar (værtsnation) Kuwait Saudi-Arabien | Oman Forenede Arabiske Emirater Bahrain |

## Gruppespil

### Gruppe A
| Team          | Pld | W | D | L | GF | GA | GD | Pts |
| ------------- | --- | - | - | - | -- | -- | -- | --- |
| Qatar         | 2   | 2 | 0 | 0 | 4  | 1  | +3 | 6   |
| Saudi-Arabien | 2   | 1 | 0 | 1 | 3  | 2  | +1 | 3   |
| Kuwait        | 2   | 0 | 0 | 2 | 2  | 6  | -4 | 0   |

Alle tider er lokale (GMT+3)